# Королівський льотний корпус
Королівський льотний корпус (англ. Royal Flying Corps (RFC)) — рід військ британської армії, її повітряний компонент до і під час Першої світової війни. 1 квітня 1918 року його об'єднали з Королівською морською авіаційною службою, сформувавши Королівські повітряні сили Великої Британії. На перших етапах свого існування Королівський льотний корпус забезпечував підтримку британської армії шляхом виконання завдань з корегування артилерійського вогню, спостереження та проведення фоторозвідки. Поступово льотчики корпусу перейшли до повітряних боїв з німецькими льотчиками, а пізніше у війні британські пілоти започаткували проведення штурмових дій проти ворожої піхоти та фортифікаційних укрить, бомбардування німецьких військових аеродромів, а згодом стали здійснювати стратегічне бомбардування німецьких промислових та транспортних об'єктів.
На початку Першої світової війни повітряний компонент британської армії складався з п'яти ескадрилей — однієї ескадрильї аеростатів спостереження і чотирьох ескадрилей літаків. Корпусом командував бригадний генерал сер Девід Гендерсон. 13 вересня 1914 року британська військова авіація була вперше використана для аерофотознімання. Але справжньої ефективності британські пілоти здобули лише тоді, коли забезпечили бездротовий зв'язок у ході боїв біля гряди Обер 9 травня 1915 року. З розвитком техніки та літальних апаратів до 1918 року фотографічні знімки могли бути зроблені вже з висоти близько 15000 футів, над якими працювало понад 3000 фахівців декодування та розшифровки. Протягом усієї війни британські льотчики не використовували парашути, хоча парашут Calthrop Guardian Angel зразка 1916 р. був офіційно прийнятий саме після закінчення війни. Водночас, до цього часу парашути використовувались аеростатами вже три роки.
17 серпня 1917 року південноафриканський генерал Ян Смутс представив військовому керівництву Британської імперії звіт про майбутнє повітряних сил. Через його потенціал для «спустошення ворожих земель та знищення промислових і густонаселених центрів у величезних масштабах», він рекомендував створити новий вид збройних сил, військову авіацію, еквівалентну рівню армії та Королівського флоту. 1 квітня 1918 року Королівські льотний корпус та морська авіаційна служба були об'єднані, сформувавши Королівські повітряні сили Великої Британії, керівництво якими покладалося на знов створене міністерство авіації.
На початок Великої війни в 1914 році британська авіація нараховувала приблизно 2 073 особи, до початку 1919 року — Королівські ПС мали вже 4000 бойових літаків і 114 000 особового складу в приблизно 150 ескадрильях штатної чисельності.